# ایگور ووری
ایگور ووری (انگلیسی: Igor Vori؛ زادهٔ ۲۰ سپتامبر ۱۹۸۰) بازیکن سابق و مربی هندبال اهل کرواسی است.
از باشگاه‌هایی که در آن بازی کرده‌است می‌توان به باشگاه هندبال بارسلونا اشاره کرد.